# Lars Börgeling
Lars Börgeling (ur. 16 kwietnia 1979 w Neuss) – niemiecki lekkoatleta, tyczkarz.
W 1997 został mistrzem Europy juniorów. W 1998 zdobył tytuł wicemistrza świata w tej samej kategorii wiekowej. Rok później zdobył srebrny medal na Młodzieżowych Mistrzostwach Europy w Lekkoatletyce. W 2002 zdobył brązowy medal Halowych Mistrzostw Europy oraz srebrny medal Mistrzostw Europy na otwartym stadionie, zajął również 3. miejsce w konkursie skoku o tyczce podczas Pucharu Świata. W 2004 zajął 6. miejsce w Igrzyskach olimpijskich. Dwukrotnie był mistrzem Niemiec (2002, 2006).
Jego trenerem był Leszek Klima.
Swój rekord życiowy (5,85 m) ustanowił 27 lipca 2002 w Leverkusen.